# Sabrina Koch
Sabrina Koch (* 3. Juli 1978) ist eine ehemalige deutsche Fußballspielerin.

## Karriere
Koch gehörte zunächst der SG Praunheim an, mit der sie am 2. Juni 1996 im Frankfurter Stadion am Brentanobad das Finale um die Deutsche Meisterschaft bestritt. Vor 3100 Zuschauern entschied Michaela Kubat mit dem 1:0-Siegtor in der 29. Minute dieses zugunsten des TSV Siegen.
Von 1997 bis 2004 gehörte sie dann dem FSV Frankfurt an – abgesehen von einer Unterbrechungszeit, in der sie für die Sportfreunde Siegen in der Saison 1999/2000 spielte. Während ihrer sechsjährigen Vereinszugehörigkeit zum FSV Frankfurt gewann sie am Ende ihrer Premierensaison die Deutsche Meisterschaft. Dies gelang ihr mit dem 1. FFC Frankfurt in ihrer einzigen Saison für diesen Verein, für den sie nur am ersten und zweiten Spieltag eingesetzt wurde.
Danach folgten drei Saisons für die SG Germania Wiesbaden, zuletzt in der Saison 2007/08 in der Regionalliga Süd, und über den FC Mittelstadt, einem Stadtteilverein aus Reutlingen in der Saison 2011/12, eine für den TSV Schott Mainz, mit dem sie am Saisonende 2014/15 die regionale Meisterschaft gewann, zum Aufstieg in die 2. Bundesliga Süd beitrug und bei dem sie damit ihre aktive Fußballerkarriere beendete.

## Erfolge
- Deutscher Meister 1998 (mit dem FSV Frankfurt), 2005 (mit dem 1. FFC Frankfurt)
- Meister Regionalliga Südwest 2015